# Ann Mari Uddenberg
Ann Mari Uddenberg, egentligen Sigrid Ann-Marie Uddenberg, född 11 december 1915 i Helsingborg, död 11 juni 1987 i Malmö, var en svensk skådespelare.
Uddenberg filmdebuterade 1938 och medverkade i sju filmer fram till 1948.

## Filmografi
- 1938 – Vi som går scenvägen
- 1938 – Två år i varje klass
- 1938 – Med folket för fosterlandet
- 1938 – Knut löser knuten
- 1939 – Rosor varje kväll
- 1939 – Efterlyst
- 1948 – Lars Hård